# Hiroko Sato
Hiroko Sato (佐藤 寛子) (Kanagawa, Japão, 17 de Fevereiro de 1985), é uma atriz japonesa.

## Filmografia

### Televisão
- Ikinokore: (NHK, 2005)
- Division 1: Kakeshi Sensei (TV Fuji, 2005)
- Ichiban Kurai no wa Yoake Mae: (TBS, 2005)
- Ai no Uta: (NTV, 2005)
- Desuyone: (TBs, 2006)
- Rondo: Maiko (TBS, 2006) (Ep9-10)
- Fugo Keiji 2: (TV Asahi, 2006) (ep4)
- Ai no Gekijyo: (TBS, 2006)
- Tokumei Kakarichou Tadano Hitoshi: (Tb Asahi, 2007)
- Hontou ni Atta Kowai Hanashi: Kaori Fujikawa (TV Fuji, 2007)
- Shinuka to Omotta: (NTV, 2007) (ep7)
- Coin Locker Monogatari: (TV Asahi, 2008)
- Dageki Tenshi Ruri: (TV Asahi, 2008)

### Tokusatsu
- Kamen Rider 555: (TV Asahi, 2003)
- Madan Senki Ryukendo: Kaori Nose (TV Aichi, 2006)
- Kamen Rider Decade: Ai Yashiro, Toko Yashiro (TV Asahi, 2009)

### Filmes
- Scare: (2002)
- Cursed: Nao Shingaki (2004)
- Tokyo Friends: (2006)